# Calle Mercaderes
La calle Mercaderes es una calle del centro histórico de la ciudad de Arequipa, en el Perú. Se extiende a lo largo de cuatro cuadras desde la plaza de Armas hasta la plaza 15 de Agosto.
Fue declarado patrimonio histórico del Perú el 28 de diciembre de 1972 mediante el R.S.N° 2900-72-ED.